# Мара Матакиева
Мара Славова Матакиева е българска библиографка.

## Биография
Родена е на 8 октомври 1925 г. в София. През 1962 г. завършва история в Софийския университет. Работи в Българския библиографски институт „Елип Пелин“. В началото на 1964 г. постъпва на работа в Народна библиотека „Кирил и Методий“, където в периода 1965 – 1972 г. завежда Международната заемна служба на библиотеката. От март 1972 г. започва работа в секция „Историческа библиография и научна информация“ на Института по история при БАН. Включва се в изготвянето на издаваните от секцията поредици „Публикации по българска история в чужбина“, „Публикации по българска история“, „Българска историческа книжнина“ и др. Умира на 13 февруари 2007 г.
Тя е автор и съавтор на библиографски кпиги, статии и рецепзии, сред които:
- „Руско-турската освободителпа война 1877 – 1878. Историко-библиографски обзор“ (1981);
- „Библиография на трудовете на акад. Христо А. Христов 1947 – 1973“ (1976);
- „Библиография на трудовете на проф. Иван Дуйчев (1931 – 1976 г.)“ (1980);
- „Димитър Ангелов. Библиография“ (1998);
- „Българската историческа наука. Библиография.“ Т. 4 (1981);
- „България в чуждата историография: Двумесечеп апотирап библиографски преглед“ 1974 – 1990;
- „Библиография: История на България. Първа българска държава.“ (1981);
- „Библиография. Втора българска държава.“ (1982);
- „Дисертации с българска тематика, защитепи от чуждестрапни учени 1878 – 1978“ (1981).[1]